# 迪士尼國際出版社
迪士尼國際出版社（英語：Disney Publishing Worldwide），前身為迪士尼出版集團和博偉出版集團，是華特迪士尼公司的子公司迪士尼公園、體驗與消費產品下的出版子公司。曾經使用過迪士尼發行（Disney Edition）、童書、迪士尼出版（Disney Press）、和等名稱出版書籍。旗下的創意中心分別位於加州格倫代爾和義大利米蘭。

## 外部連結
- books.disney.com
- disneystories.com
- disneymagazines.com
- Disney Educational Productions
- Disney Imagicademy
- Waterfire Saga